# Олена Кошарна
Олена Кошарна  (англ. Lenna Koszarny; 1971, Лондон, провінція Онтаріо, Канада) — український підприємець та громадський діяч. Засновниця і виконавча директорка Horizon Capital, член Інвестиційного комітету фондів EEGF III, EEGF II, EEGF I. Виконавчий віцепрезидент Western NIS Enterprise Fund, фонду американського уряду на $150 млн[джерело?].

## Життєпис
Олена Кошарна народилася 1971 року в містечку Лондон (провінція Онтаріо) в Канаді в родині емігрантів з України. Має сестру-близнючку Катерину і брата Віктора. Пращури матері проживали в Кропивницькому, а батька — у Харківської області. Під час німецько-радянської війни її бабусі стали остарбайтерами, їх вивезли на роботу до Австрії та Німеччини. Батько Кошарної народився 1942 року на Донбасі, мати — наприкінці війни в австрійському Зальцбурзі. Аби не повертатись до тоталітарного СРСР після закінчення війни родина батька переїхала до Бельгії, а матері — до Венесуели. Доля звела батьків Олени в Канаді.
Закінчила в 1991 році Канадську школу бізнесу Айві (англ. Ivey School of Business), де здобула диплом з відзнакою в галузі ділового адміністрування. Почала працювати в Торонто в аудиторській фірмі Coopers & Lybrand. У 1993 році разом з бабусею Оленою вперше побувала в Україні, за три тижні вона звільнилася з Coopers & Lybrand та переїхала до України. У грудні 1993 року почала працювати в інвестиційному фонді Ashurst Technology. 1998 року з Оленою Вольською створили консалтингову компанію EBS.
Після знайомства з Наталією Яресько, яка очолювала американський фонд прямих інвестицій Western NIS Enterprise Fund, Кошарна продала Вольській частку в EBS і стала фінансовим директором WNISEF. 2006 року з Наталією Яресько, Джеффрі Нілом та Марком Івашком заснували інвесткомпанію Horizon Capital, де Кошарна стала фінансовим директором. Horizon керував портфелем WNISEF на $150 млн, а в 2006—2008 роках зібрав ще два фонди на понад $500 млн.
Голова Ради директорів Американської торговельної палати (ACC) в Україні, член Дорадчої ради Конґресу Українців Канади. Віце-президент Світового Конґресу Українців на волонтерських засадах.

## Нагороди та відзнаки
- орден «За заслуги» III ступеня (2020)[6];
- 2016 — Ювілейна медаль «25 років незалежності України» — відзнака Президента України[7]
- премія «Тризуб» за громадське лідерство, 2024[8].
- 2020 -№ 2 у рейтингу бізнес-лідерок європейських країн з економікою, що формується (Emerging Europe's Female Business Leader 2020) за версією видання EmergingEurope.com[9].